# Schanderlhof
Schanderlhof ist ein Ortsteil der Gemeinde Stulln im Landkreis Schwandorf des Regierungsbezirks Oberpfalz im Freistaat Bayern.

## Geografie
Schanderlhof liegt 2 Kilometer südwestlich von Stulln, 4,5 Kilometer südöstlich der Bundesautobahn 6, 3,3 Kilometer westlich der Bundesautobahn 93 und 600 Meter südwestlich der Staatsstraße 2156. Die Umgebung von Schanderlhof ist von Quellen und Bächen geprägt, deren Wasser in zahlreichen Fischweihern genutzt wird.

## Geschichte
1808 wurde Schanderlhof im Häuser- und Rustikalsteuerkartaster mit seinem Besitzer Andreas Schanderl aufgeführt.
1808 begann in Folge des Organischen Ediktes des Innenministers Maximilian von Montgelas in Bayern die Bildung von Gemeinden. Dabei wurde das Landgericht Nabburg zunächst in landgerichtische Obmannschaften geteilt. Schanderlhof kam zur Obmannschaft Stulln. Zur Obmannschaft Stulln gehörten: Stulln, Brensdorf, Grafenricht, Säulnhof, Schanderlhof, Vierbruckmühle, Geiselhof, Säulnhofermühle und Freiung.
Dann wurden 1811 in Bayern Steuerdistrikte gebildet. Dabei kam Schanderlhof zum Steuerdistrikt Säulnhof. Der Steuerdistrikt Säulnhof bestand aus den Dörfern Säulnhof und Grafenricht, den Einöden Schanderlhof, Vierbruckmühle, Geiselhof, Säulnhofermühle und der Abdeckerei Freiung. Er hatte 26 Häuser, 170 Seelen, 250 Morgen Äcker, 60 Morgen Wiesen, 25 Morgen Holz, 5 Weiher, 5 Morgen öde Gründe und Wege, 2 Pferde, 38 Ochsen, 24 Kühe, 25 Stück Jungvieh, 75 Schafe und 24 Schweine.
Schließlich wurde 1818 mit dem Zweiten Gemeindeedikt die übertriebene Zentralisierung weitgehend rückgängig gemacht und es wurden relativ selbständige Landgemeinden mit eigenem Vermögen gebildet, über das sie frei verfügen konnten. Hierbei kam Schanderlhof zur Ruralgemeinde Stulln. Die Gemeinde Stulln bestand aus den Ortschaften Stulln mit 20 Familien, Brensdorf mit 18 Familien, Grafenricht mit 8 Familien, Säulnhof mit 11 Familien, Schanderlhof mit 1 Familie, Vierbruckmühle mit 2 Familien, Geiselhof mit 2 Familien und Freiung mit 1 Familie.
Schanderlhof gehört zur Pfarrei Schmidgaden im Dekanat Nabburg. 1997 hatte Schanderlhof 7 Katholiken.

## Einwohnerentwicklung ab 1819
| Jahr | Einwohner  | Gebäude |
| ---- | ---------- | ------- |
| 1819 | 1 Familien | k. A.   |
| 1828 | 7          | 1       |
| 1864 | 9          | 3       |
| 1875 | 10         | 7       |
| 1885 | 8          | 1       |
| 1900 | 10         | 1       |
| 1913 | 9          | 1       |

| Jahr | Einwohner | Gebäude |
| ---- | --------- | ------- |
| 1925 | 10        | 1       |
| 1950 | 10        | 1       |
| 1961 | 7         | 1       |
| 1964 | 7         | 1       |
| 1970 | 4         | k. A.   |
| 1987 | 5         | 1       |
| 2011 | 10        | k. A.   |